# Би-Си Плейс
«Би-Си Плейс» (англ. BC Place, «Би-Си» — англоязычное сокращение Британской Колумбии) — многофункциональная крытая спортивная арена в Ванкувере, провинции Британская Колумбия в Канаде. Являлся главным стадионом Зимней Олимпиады и Паралимпиады 2010, которая прошла в феврале и марте 2010 года соответственно, здесь прошли церемонии открытия игр, награждения чемпионов и призёров и закрытия игр.

## Описание
Трибуны стадиона вмещают до 54 320 зрителей. До 2010 года белый купол стадиона представлял собой воздухоопорную конструкцию. После Зимних Олимпийских игр 2010 стадион прошёл реконструкцию, в частности воздухоопорная конструкция крыши была заменена на раздвижную.

## Использование
Является домашней ареной команды Канадской футбольной лиги «Бритиш Коламбия Лайонс» (с 1983 года по настоящее время). С 2011 года стадион также является домашним полем для клуба MLS «Ванкувер Уайткэпс». В 1983—1984 гг., в последние два года своего существования, на стадионе выступала футбольная команда NASL «Ванкувер Уайткэпс». Здесь же в 1983 году проходил предпоследний в истории NASL финал плей-офф («Талса Рафнекс» — «Торонто Близзард» — 2:0). На этом стадионе восемь раз (1983, 1986, 1987, 1990, 1994, 1999, 2005, 2011) проводился финал плей-офф Канадской футбольной лиги, победителю которого вручается Кубок Грея.

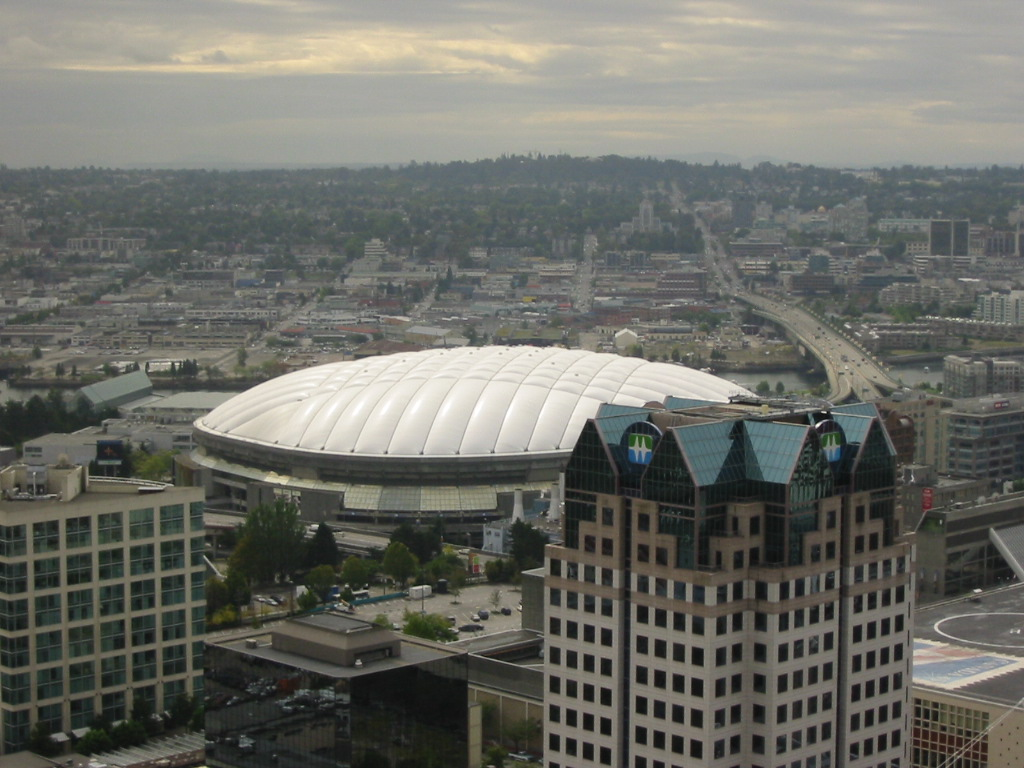
Вид на стадион до реконструкции в 2010 году

## Важные спортивные события
- «Би-Си Плейс» был одним из шести официальных стадионов Чемпионата мира по футболу среди женщин 2015. На нём проходили некоторые матчи групп C и D, 1/8 и 1/4 финала, а также финал чемпионата.
- Ежегодно в марте на стадионе проводится этап Мировой серии по регби-7.
- На стадионе пройдут матчи чемпионата мира по футболу 2026 года.